# Children of the Corn (2009)
Children of the Corn is een Amerikaanse voor televisie gemaakte horrorfilm uit 2009 onder regie van Donald P. Borchers. De productie is een remake van de gelijknamige film uit 1984 waarbij Borchers destijds betrokken was als producent. Het verhaal is gebaseerd op het eveneens gelijknamige kortverhaal (in Nederland verschenen als Satanskinderen) uit Stephen Kings bundel Nightshift.

## Verhaal

### Proloog
Het is 1963 in Gatlin, Nebraska en door aanhoudende droogte dreigt de maisoogst te mislukken, waarvan de plaatselijke bevolking afhankelijk is. Een klein jongetje heeft de plaatselijke jeugd om zich heen verzameld. Hij predikt dat God tot hem heeft gesproken in een droom en hem vertelde dat het onheil een straf is voor de zonde waarin iedereen ouder dan negentien jaar zich wentelt in Gatlin. De godheid die hij He who walks behind the rows ('hij die achter de rijen loopt') noemt, eist offers om het tij te keren en volgens de bijbel is het zo dat a child shal lead them ('een kind zal hen aanvoeren'): het predikantje. Hij belooft dat iedereen die zich bij hem aansluit om offers te brengen nooit meer honger of dorst zal hebben.

### Verhaal
In september 1975 rijdt het echtpaar Vicky (Kandyse McClure) en Burton 'Burt' Stanton (David Anders) over de autoweg de schijnbaar eindeloze landerijen van Nebraska binnen. Hoewel hij rustig probeert te blijven, heeft hun huwelijk haar beste tijd wel gehad en zij zit constant op hem af te geven. Hij heeft deze weg genomen om even van de snelweg af te zijn en zich wat meer te kunnen ontspannen. Omdat Burt afgeleid wordt door hun voortdurende gesteggel, ziet hij niet hoe het dan al ernstig bloedende jongetje Ahaz (Remington Jennings) vanuit een maisveld de weg opstrompelt. Burt bemerkt hem pas wanneer hij met een klap het jongetje morsdood rijdt. Vicky en Burt stappen geschrokken uit. Zij is hysterisch, maar als hij het dode jongetje gaat bekijken, ziet hij dat diens halsslagader was doorgesneden en sowieso op sterven na dood was. Hij tilt hem in een deken in de achterbak van de wagen om het voorval aan de plaatselijke autoriteiten te gaan melden. Samen rijden ze verder richting Gatlin. Ze zien niet hoe achter hen een klein jongetje met een zwarte hoed genaamd Isaac (Preston Bailey) en de met een kapmes bewapende Malachai (Daniel Newman) de weg opstappen en het echtpaar nakijken.
Wanneer ze in Gatlin geen levende ziel aantreffen en de plaatselijke telefoons geen van allen blijken te werken, gaat Burt de plaatselijke kerk binnen om daar naar een teken van leven te zoeken. Volgens het bordje buiten is er de zondag daarvoor nog een dienst geweest, terwijl overal elders in het plaatsje nog prijskaartjes hangen met prijzen die in de jaren 60 voor goederen werden gevraagd. Vicki wil niet mee naar binnen. Zij is opgegroeid bij extreem religieuze ouders en heeft daar een trauma aan overgehouden. Het op mais gebaseerde afgodsbeeldje dat ze vond in het koffertje van Ahaz zint haar niets. Gatlin is daarnaast vergeven van het stof en van voor tot achter gevuld met Bijbelse spreuken uit het Oude Testament, over zonde en boetedoening. Burt vindt in het kerkje dan ook een bijbel waar het gehele Nieuwe Testament uitgescheurd is en hier blijkbaar geen betekenis heeft. Daarnaast vindt hij een boek waarin de plaatselijke bevolking met hun geboorte- en sterfdatum staat vernoemd. Tot zijn verbijstering blijkt er bladzijde na bladzijde niemand ouder te zijn geworden dan op de dag precies 19 jaar.
Tussen de tot ornamenten gemaakte lijken van vermoorde volwassenen roepen Isaac en Malachai hun groepsleden bijeen. Het zijn allemaal kinderen die gehoorzamen aan Isaac, die zijn orders in dromen van God zegt te krijgen. Ze leven al jaren samen met de afspraak dat iedereen tot zijn negentiende de geboden van God volgt en vervolgens sterft. Voor die tijd wordt er voortgeplant op door Isaac aangekondigde tijdstippen tijdens een door iedereen aanschouwde rituele paring. He who walks behind the rows wil nu nieuwe offers omdat ze hebben nagelaten te voorkomen dat de buitenstaanders Gatlin inkwamen. Vicky en Burt moeten daarom sterven. Met geprepareerde landbouwwerktuigen omcirkelen de kinderen Vicky, die alleen in de auto kansloos blijkt tegen de overmacht aan gewapende jongens. Wanneer Burt de kerk uitkomt, ziet hij nog net hoe Malachai de wagen tot ontploffing brengt. Ze vertellen Burt dat ook zijn tijd om als zondaar voor God te verschijnen is gekomen, maar die is als oud-marinier en Vietnamveteraan niet onder de indruk. Hij slaat de eerste aanvallers moeiteloos van zich af en holt vervolgens de richting van de maisvelden in. Hij ziet de kinderen als compleet gestoord en wil in de eerste de beste plaats die hij tegenkomt, melden wat er zich in Gatlin afspeelt.
Wanneer Burt de maisvelden bereikt en tussen de rijen verdwijnt, stoppen de kinderen aan de rand. Ze weigeren het maisveld te betreden voordat Isaac er is en een ritueel met hen heeft gedaan. Vervolgens doorkruisen ze alsnog de rijen mais, zoekend naar Burt. Als het gaat schemeren zorgen ze er niettemin voor dat ze weer allemaal naar binnen gaan. Zodra de duisternis intreedt, zijn de maisvelden niet meer hun gebied, maar dat van He who walks behind the rows. Burt komt daarachter wanneer de maisplanten hem vanuit zichzelf lijken aan te vallen.
De volgende dag is Burton dood en vermaakt tot een ornament in de vorm van een vogelverschrikker. Isaac meldt dat hij een nieuw visioen kreeg van de godheid: als straf voor het binnendringen van de twee volwassenen is de maximumleeftijd in het dorp nu achttien jaar. Hierdoor zijn Malachai en enkele anderen eerder dan verwacht veroordeeld en dienen zij bij de avondschemering het dorp via de maisvelden te verlaten.

## Rolverdeling
| Acteur             | Personage      |
| ------------------ | -------------- |
| David Anders       | Burton Stanton |
| Kandyse McClure    | Vicki Stanton  |
| Daniel Newman      | Malachai       |
| Preston Bailey     | Issac          |
| Remington Jennings | Joseph / Ahaz  |
| Dominic Plue       | Jacob          |
| Creighton Fox      | Peter          |
| Austin Coobs       | Mark           |
| Ryan Bertroche     | Amos           |
| Paul Butler        | Nahum          |
| Alexa Nikolas      | Ruth           |
| Shawn Kelly        | David          |